# Иньеста, Андрес
Андре́с Инье́ста Луха́н (исп. Andrés Iniesta Luján, испанское произношение: [anˈdɾes iˈnjesta luˈxan]; род. 11 мая 1984 года, Фуэнтеальбилья, Альбасете, Испания) — испанский футболист, полузащитник. Бывший вице-капитан национальной сборной Испании. Один из самых выдающихся игроков в истории мирового футбола. Самый титулованный испанский игрок в истории (37 титулов).
Воспитанник футбольной академии «Барселоны». В составе первой команды дебютировал 29 октября 2002 года в матче Лиги чемпионов УЕФА против «Брюгге» (0:1). В сезоне 2004/2005 стал постоянным игроком стартового состава «каталонцев». С тех пор вместе с клубом он выиграл девять титулов чемпиона Испании, четыре Лиги чемпионов УЕФА, шесть Кубков Испании, семь Суперкубков Испании, три Суперкубка Европы и три чемпионата мира среди клубов. В сезоне 2008/2009 был признан футболистом года в Испании. В 2012 году Иньеста — лучший игрок Европы по версии УЕФА. Трижды — лучший атакующий полузащитник Примеры (2008/2009, 2011/2012, 2013/2014) и дважды — лучший плеймейкер мира (2012, 2013). Второй футболист мира в 2010 году и третий футболист мира в 2012 году. Пять раз входил в символическую сборную Европы по версии УЕФА (2009, 2010, 2011, 2012, 2015) и восемь раз в символическую сборную мира по версии ФИФА (2009, 2010, 2011, 2012, 2013, 2014, 2015, 2016). 13 октября 2014 года Иньеста стал обладателем награды «Golden Foot», присуждаемой футболистам за высокие спортивные успехи, достигнутые в команде и лично.
Иньеста представлял Испанию на международной арене, начиная со сборной до 16 лет и завершая первой командой страны. В составе молодёжной сборной стал чемпионом Европы до 16 лет, чемпионом Европы до 17 лет и чемпионом Европы до 19 лет. За национальную сборную Испании дебютировал 15 мая 2006 года в товарищеском матче против сборной России (0:0). Двукратный чемпион Европы (2008, 2012). Входил в состав символических сборных этих турниров. Был признан лучшим игроком Евро 2012. Чемпион мира (2010). Автор единственного решающего мяча в ворота сборной Нидерландов в финальном матче.

## Клубная карьера

### «Барселона»
Двенадцатилетнего Иньесту испанские скауты «Барселоны» приметили в клубе «Альбасете». Вскоре он переехал в Каталонию и начал своё восхождение к первой команде Барселоны. Иньеста дебютировал в основном составе 29 октября 2002 года в матче Лиги чемпионов против «Брюгге». В сезоне 2003/04 Иньеста сыграл уже 11 матчей и забил один гол в чемпионате Испании, в основном заменяя главную звезду клуба, Роналдиньо. В том сезоне «Барселона» заняла второе место в чемпионате.
В сезоне 2004/05 Иньеста закрепил за собой место в основном составе команды, сыграв в 37 из 38 игр чемпионата — больше, чем любой другой игрок «Барселоны». Как атакующий полузащитник отдал много голевых передач, снабжая мячами основных бомбардиров клуба, Самюэля Это’о и Роналдиньо, сам же отличился забитым голом лишь дважды. Даже с приходом летом 2004 года в команду Деку Иньесте находилось место в составе, а в отсутствие травмированного Хави на Иньесту легла роль главного диспетчера атак команды. На тот момент Иньеста — один из самых многообещающих полузащитников в Европе. Был вызван в сборную Испании на чемпионат мира 2006 в Германии . 22 августа 2006 года поднял над головой товарищеский трофей Кубок Жоана Гампера, как капитан команды, после победы над немецкой «Баварией» со счётом 4:0.
Сезон 2006/07 получился для «Барселоны» неудачным. В Суперкубке УЕФА каталонцы уступили «Севилье» — 0:3. В чемпионате «Барселона» заняла 2-е место, уступив «Реалу» по дополнительным показателям. Иньеста сыграл в 36 играх (27 с первых минут), провёл на поле 2604 минуты, забил 6 голов и отдал 4 результативных паса. В Лиге чемпионов каталонцы дошли лишь до 1/8 финале, где уступили будущему финалисту — «Ливерпулю». В этом турнире Иньеста сыграл в 8 играх (5 в старте), провёл на поле 483 минуты и забил 2 мяча. В Кубке Испании «Барса» дошла до полуфинала, где проиграла «Хетафе» (5:2 и 0:4). На Клубном чемпионате мира «Барселона» в 1/2 финала обыграла мексиканский клуб «Америка» — 4:0. Однако в финале каталонцы уступили бразильскому «Интернасьоналу» — 0:1.
Сезон 2007/08 получился для «Барселоны» провальным: в чемпионате Испании команда финишировала лишь 3-й: после «Реала», и «Вильярреала». В Примере Иньеста провёл на поле 31 матч (28 в старте), сыграл 2611 минут, забил 3 мяча и 3 раза ассистировал партнёрам. В Лиге чемпионов Иньеста сыграл 11 матчей (9 в основе), провёл на поле 814 минут и забил один гол. В Кубке Испании «Барселона» также дошла по полуфинала, где уступила «Валенсии» (1:1 и 2:3). Из-за провального сезона Франк Райкард покинул пост главного тренера команды. На его место был назначен бывший игрок клуба — Пеп Гвардиола.
В сезоне 2008/09 Иньеста был одним из ключевых игроков команды. В чемпионате сыграл 26 игр (22 в основе), провёл 1925 минут на поле, забил 4 гола и 9 раз отличался результативными передачами. «Барселона» завершила чемпионат на 1-м месте. В Лиге чемпионов каталонцы дошли до полуфинала. В нём «Барселона» встречалась с лондонским «Челси». Первый матч завершился со счётом 0:0. Во втором, «Челси», забив мяч в начале встречи, был близок к финалу, однако, благодаря голу Иньесты, забитому на 93 минуте матча, дальше прошла «Барселона». В финале «Барса» встречалась с «Манчестер Юнайтед». Уже на 10 минуте встречи Самуэль Это’О с передачи Иньесты вывел каталонцев вперёд, а во втором тайме Лионель Месси установил окончательный счёт матча — 2:0. Также «Барселона» добилась победы и в Кубке Испании, переиграв в финале «Атлетик Бильбао» — 4:1.
В сезоне 2009/10 «Барселона» вновь выиграла чемпионат, набрав рекордные на тот момент 99 очков. Иньеста сыграл в 29 матчах, 20 из которых в основе (1928 минут), забил один гол и отдал 5 результативных передач. В Лиге чемпионов «Барса» смогла дойти лишь до полуфинала, где её остановил будущий победитель турнира — миланский «Интер». В этом сезоне «Барселона» завоевала четыре титула: Суперкубок Испании, Суперкубок УЕФА, клубный чемпионат мира и чемпионат Испании.
Сезон 2010/11 получился для «Барселоны» и для Иньесты, в частности, удачным. В чемпионате каталонцы в третий раз подряд выиграли первенство, а Иньеста выходил на поле 34 раза (32 из них в стартовом составе). Всего же провёл на поле 2800 минут, забил 8 голов и отдал 2 результативные передачи. В Лиге чемпионов «Барселона», как и два года назад победила в финале английский «Манчестер Юнайтед» — 3:1. В финале Иньеста отметился голевым пасом на Лионеля Месси, всего провёл 10 матчей (все в стартовом составе), сыграл на поле 898 минут, забил один гол и отдал 6 результативных передач (один пас пришёлся на финал). В Кубке Испании «Барселона» дошла до финала, где проиграла в дополнительное время главному сопернику — мадридскому «Реалу» (0:1). В турнире Иньеста сыграл 5 матчей (4 из них в основе), провёл на поле 419 минут и отдал 3 голевых паса. В январе 2011 года Иньеста стал вторым футболистом 2010 года, уступив Лионелю Месси 174 очка.
По ходу сезона 2011/12 у Иньесты часто возникали травмы, из-за которых он пропустил немало игр. В чемпионате «Барса» оказалась второй, пропустив вперёд «Реал». Иньеста сыграл в первенстве 27 матчей (21 в основе), провёл на поле в общей сложности 1864 минуты, забил 2 гола и 9 раз отличился голевыми передачами. В Лиге чемпионов каталонцев остановил «Челси», Иньеста сыграл 8 игр (все в старте), провёл 573 минуты на поле, забил 3 гола и отличился одной результативной передачей. В Кубке Испании «Барселона» добилась победы, Иньеста сыграл в 4 играх (3 в старте), провёл на поле 209 минут и отдал результативный пас в финале на Лионеля Месси.
Летом 2012 года у «Барселоны» появился новый тренер — Тито Виланова. 30 августа 2012 года Иньеста был признан лучшим футболистом года в Европе по версии УЕФА, обогнав португальского нападающего «Реала» Криштиану Роналду и одноклубника Лионеля Месси. 25 ноября в гостевом матче чемпионата Испании против «Леванте» (4:0) Иньеста отдал три голевые передачи и забил гол. 29 ноября Иньеста был номинирован на «Золотой мяч». 9 декабря отдал две результативные передачи на Месси в игре против «Бетиса» (2:1). 7 января Иньеста вошёл в символическую сборную мира по итогам 2012 года, а также занял третье место в споре за «Золотой мяч», уступив Месси и Криштиану Роналду. Иньеста набрал 10,9 % голосов.
23 декабря 2013 года Иньеста продлил контракт с «Барселоной» до 2018 года.
9 апреля 2014 года Иньеста сыграл свою 500-ю игру за «сине-гранатовых», юбилейным стал гостевой матч против «Атлетико» в рамках четвертьфинала Лиги чемпионов.
Перед началом сезона 2015/16 был назначен капитаном «Барселоны» после ухода Хави.
27 апреля 2018 года Андрес Иньеста заявил о том, что по завершении сезона 2017/2018 он уходит из «Барселоны». Даже в последнем сезоне в команде игрок оставался в основном составе.

### «Виссел Кобе»

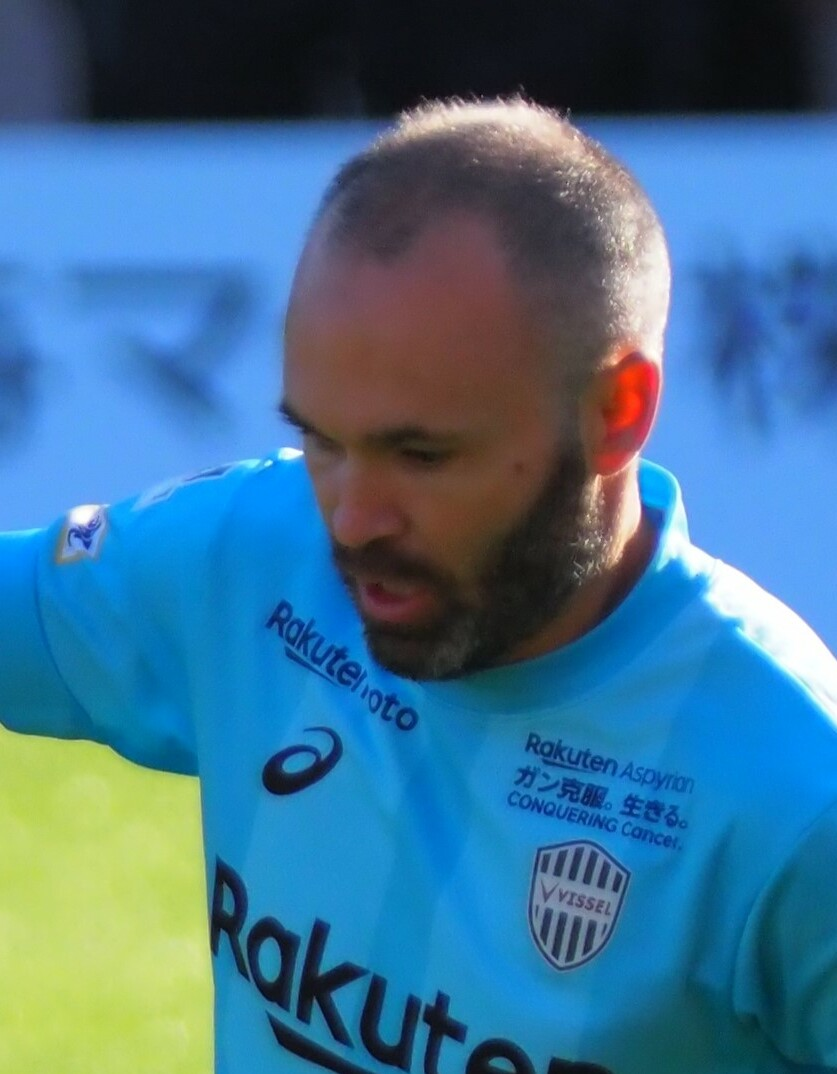
Иньеста в «Виссел Кобе»

26 мая 2018 года Иньеста был официально представлен, как игрок японского клуба «Виссел Кобе». Контракт был подписан на три года на сумму €90 млн. 22 июля дебютировал за клуб в Чемпионате Японии, выйдя на замену на 59-й минуте матча. 11 августа забил свой первый гол за Виссел Кобе на 15-й минуте в матче с «Джубило Ивата». Ассистировал Иньесте немец Лукас Подольски.
1 января 2020 года выиграл Кубок Японии. 8 февраля 2020 года выиграл Суперкубок Японии, реализовав свой удар в серии послематчевых пенальти.
11 мая 2021 года Иньеста продлил соглашение с «Виссел Кобе» ещё на два сезона.
25 мая 2023 года объявил об уходе из клуба. 1 июля того же года сыграл последний матч за клуб.

### «Эмирейтс»
7 августа 2023 года Иньеста перешёл на правах свободного агента в «Эмирейтс». Испанский футболист подписал контракт до 30 июня 2024 года с возможностью продления соглашения ещё на один год. Дебютировал за клуб 19 августа 2023 года в матче против клуба «Аль-Васл» (0:1), выйдя на замену во втором тайме. 25 августа 2023 года он забил свой первый мяч за «Эмирейтс», поразив ворота клуба «Аджман» (4:4) в компенсированное время матча, который завершился вничью 4:4.
7 октября 2024 года Иньеста объявил о завершении карьеры.

## Карьера в сборной
Выступления Иньесты за сборную начались в 2001 году, когда он помог Испании выиграть чемпионат Европы до 16 лет, а в следующем году принял участие в чемпионате Европы до 19 лет. В 2003 году он был в составе испанской команды, которая дошла до финала чемпионата мира до 20 лет в Объединённых Арабских Эмиратах, и вошёл в символическую сборную турнира. Несколько раз Иньеста выводил молодёжную сборную Испании (до 21 года) на матчи в роли капитана команды.
За национальную сборную Испании дебютировал 15 мая 2006 года в товарищеском матче со сборной России, выйдя на замену в перерыве игры. Первый гол за сборную забил 7 февраля 2007 года в товарищеском матче против сборной Англии.
На чемпионате мира 2006 испанцы встретились с Украиной (4:0), Тунисом (3:1) и Саудовской Аравией (1:0). В группе Испания заняла 1-е место и вышла в 1/8 финала на сборную Франции (1:3). В Германии Иньеста провёл лишь одну игру — последний матч группового этапа против Саудовской Аравии, проведя на поле все 90 минут.
На Евро-2008 Иньеста был уже ключевым игроком команды в полузащите. Он играл важную роль в организации атак, попал в символическую сборную всего турнира, где Испания выиграла своё второе первенство Европы. Иньеста сыграл 6 матчей и отдал два голевых паса.
Кубок конфедераций 2009 пропустил из-за травмы бедра, его место в заявке занял Пабло Эрнандес.
На первой игре чемпионата мира 2010 испанцы потерпели неожиданное поражение от команды Швейцарии — 0:1, а Иньеста был заменён на 77-й минуте матча на Педро. В следующей игре против Гондураса испанцы одержали первую победу на ЧМ со счётом 2:0, а Иньеста остался в запасе. В последнем матче группового этапа (2:1) Иньеста забил свой первый гол на чемпионате. 11 июля Иньеста забил единственный гол в финале против сборной Нидерландов на 116-й минуте. Забив гол, испанец снял футболку и показал миру майку с надписью «Dani Jarque: siempre con nosotros» (что в переводе с испанского: «Дани Харке: всегда с нами»). Харке — капитан каталонского клуба «Эспаньол» — скончался от сердечного приступа в августе 2009 года в возрасте 26 лет. Испанцы выиграли свой первый титул чемпионов мира. Сам Иньеста после матча сказал:
Я просто счастлив, счастлив от того, что команда выиграла чемпионат, и очень счастлив от того, что я забил победный гол. Думаю, наша команда заслужила Кубок мира.
На турнире Иньеста отметился двумя голами, провёл на поле 6 матчей (все в старте), сыграл 557 минут и получил одну жёлтую карточку (в финале). Вошёл в символическую сборную чемпионата и был номинирован на «Золотой мяч ФИФА».

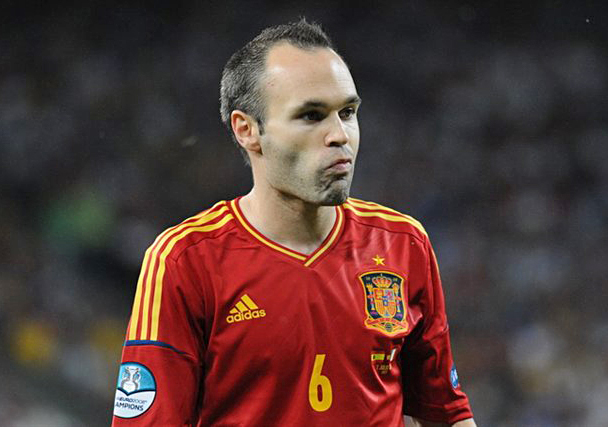
Андрес Иньеста в финальной игре Евро 2012 против сборной Италии.

На Евро-2012 Испания вновь выиграла трофей. 1 июля в Киеве состоялся финал турнира, в котором Испания обыграла Италию 4:0. Иньеста был признан игроком матча три раза и сыграл одну из ключевых ролей в завоевании этого титула. Также он был признан игроком матча в финальной встрече. Всего на турнире Иньеста сыграл в шести матчах (все с основе) и провёл на полях Украины и Польши 551 минуту, отдав один голевой пас. Вошёл в символическую сборную турнира, а также был признан лучшим его игроком. По итогам года Иньеста был номинирован на «Золотой мяч ФИФА», где занял третье место, набрав 10,9 % голосов.
Победив в составе «Красной фурии» на Евро 2012, Иньеста стал автором уникального достижения. Он участвовал в семи финалах крупных турниров и все выиграл: Лигу чемпионов (2006, 2009, 2011, 2015), чемпионат Европы (2008, 2012) и чемпионат мира (2010).
На чемпионате мира 2018 в России, сборная Испании сумела выйти из группы с первого места, но уступила в 1/8 финала хозяйке турнира в серии послематчевых пенальти (3:4). После встречи Иньеста объявил о завершении карьеры в национальной сборной Испании.
Это был мой последний матч за сборную Испании. Чудесный период моей карьеры в национальной команде подошёл к концу. Прощание со сборной получилось не таким, как хотелось бы, однако в футболе так бывает.

## Личная жизнь
Три года состоял в гражданском браке с Анной Ортис. 3 апреля 2011 года у пары родилась дочь Валерия. 8 июля 2012 года состоялась свадьба. 31 мая 2015 года родился сын — Паоло Андреа. 16 мая 2017 года родилась дочь Сиена, а 21 июня 2019 — второй сын и четвёртый ребёнок пары, Ромео. 25 февраля 2023 года родился пятый ребёнок, девочка по имени Олимпия Иньеста Ортис.
Андрес Иньеста инвестировал большинство заработанных за карьеру средств в винодельню Bodega Iniesta. Приобрёл виноградники около родного города Фуэнтеабилья.

## Статистика выступлений

### Клубная карьера
| Клуб             | Сезон            | Лига | Лига | Лига | Кубки | Кубки | Кубки | Континент. | Континент. | Континент. | Прочие | Прочие | Прочие | Итого | Итого | Итого |
| Клуб             | Сезон            | Игры | Голы | Пасы | Игры  | Голы  | Пасы  | Игры       | Голы       | Пасы       | Игры   | Голы   | Пасы   | Игры  | Голы  | Пасы  |
| ---------------- | ---------------- | ---- | ---- | ---- | ----- | ----- | ----- | ---------- | ---------- | ---------- | ------ | ------ | ------ | ----- | ----- | ----- |
| Барселона        | 2002/03          | 6    | 0    | 1    | 0     | 0     | 0     | 3          | 0          | 0          | -      | -      | -      | 9     | 0     | 1     |
| Барселона        | 2003/04          | 11   | 1    | 3    | 3     | 1     | 0     | 3          | 0          | 1          | -      | -      | -      | 17    | 2     | 4     |
| Барселона        | 2004/05          | 37   | 2    | 3    | 1     | 0     | 0     | 8          | 0          | 2          | -      | -      | -      | 46    | 2     | 5     |
| Барселона        | 2005/06          | 33   | 0    | 4    | 4     | 0     | 0     | 11         | 1          | 2          | 1      | 0      | 0      | 49    | 1     | 6     |
| Барселона        | 2006/07          | 37   | 6    | 5    | 6     | 1     | 1     | 8          | 2          | 0          | 5      | 0      | 1      | 56    | 9     | 7     |
| Барселона        | 2007/08          | 31   | 3    | 6    | 7     | 0     | 0     | 11         | 1          | 1          | -      | -      | -      | 49    | 4     | 7     |
| Барселона        | 2008/09          | 26   | 4    | 13   | 6     | 0     | 1     | 11         | 1          | 3          | -      | -      | -      | 43    | 5     | 17    |
| Барселона        | 2009/10          | 29   | 1    | 5    | 3     | 0     | 2     | 9          | 0          | 1          | 1      | 0      | 1      | 42    | 1     | 9     |
| Барселона        | 2010/11          | 34   | 8    | 4    | 5     | 0     | 3     | 10         | 1          | 7          | 1      | 0      | 1      | 50    | 9     | 15    |
| Барселона        | 2011/12          | 27   | 2    | 11   | 6     | 2     | 1     | 8          | 3          | 1          | 5      | 1      | 0      | 46    | 8     | 13    |
| Барселона        | 2012/13          | 31   | 3    | 16   | 5     | 2     | 3     | 10         | 1          | 2          | 2      | 0      | 2      | 48    | 6     | 23    |
| Барселона        | 2013/14          | 35   | 3    | 9    | 6     | 0     | 1     | 9          | 0          | 3          | 2      | 0      | 0      | 52    | 3     | 13    |
| Барселона        | 2014/15          | 24   | 0    | 1    | 7     | 3     | 2     | 11         | 0          | 5          | -      | -      | -      | 42    | 3     | 8     |
| Барселона        | 2015/16          | 28   | 1    | 2    | 4     | 0     | 1     | 7          | 0          | 0          | 5      | 0      | 1      | 44    | 1     | 4     |
| Барселона        | 2016/17          | 23   | 0    | 3    | 5     | 0     | 0     | 8          | 1          | 3          | 1      | 0      | 0      | 37    | 1     | 6     |
| Барселона        | 2017/18          | 30   | 1    | 2    | 5     | 1     | 0     | 8          | 0          | 2          | 1      | 0      | 0      | 44    | 2     | 4     |
| Барселона        | Итого            | 442  | 35   | 88   | 73    | 10    | 15    | 135        | 11         | 33         | 24     | 1      | 6      | 674   | 57    | 142   |
| Виссел Кобе      | 2018             | 14   | 3    | 3    | 1     | 0     | 0     | -          | -          | -          | -      | -      | -      | 15    | 3     | 3     |
| Виссел Кобе      | 2019             | 23   | 6    | 6    | 2     | 1     | 1     | -          | -          | -          | -      | -      | -      | 25    | 7     | 7     |
| Виссел Кобе      | 2020             | 26   | 4    | 6    | 1     | 0     | 0     | 7          | 2          | 3          | 1      | 0      | 1      | 35    | 6     | 10    |
| Виссел Кобе      | 2021             | 23   | 6    | 4    | 4     | 1     | 0     | -          | -          | -          | -      | -      | -      | 27    | 7     | 4     |
| Виссел Кобе      | 2022             | 24   | 2    | 3    | 2     | 0     | 0     | 1          | 1          | 0          | -      | -      | -      | 27    | 3     | 3     |
| Виссел Кобе      | 2023             | 4    | 0    | 0    | 2     | 0     | 0     | -          | -          | -          | -      | -      | -      | 6     | 0     | 0     |
| Виссел Кобе      | Итого            | 114  | 21   | 22   | 12    | 2     | 1     | 8          | 3          | 3          | 1      | 0      | 1      | 135   | 26    | 27    |
| Эмирейтс         | 2023/24          | 20   | 5    | 1    | 2     | 0     | 0     | 1          | 0          | 0          | -      | -      | -      | 23    | 5     | 1     |
| Эмирейтс         | Итого            | 20   | 5    | 1    | 2     | 0     | 0     | 1          | 0          | 0          | 0      | 0      | 0      | 23    | 5     | 1     |
| Всего за карьеру | Всего за карьеру | 576  | 61   | 111  | 87    | 12    | 17    | 144        | 14         | 36         | 25     | 1      | 7      | 832   | 88    | 170   |

### Выступления за сборную
| Сборная          | Год              | Отборочные матчи ЧМ | Отборочные матчи ЧМ | Финальные матчи ЧМ | Финальные матчи ЧМ | Отборочные матчи ЧЕ | Отборочные матчи ЧЕ | Финальные матчи ЧЕ | Финальные матчи ЧЕ | Кубок конфедераций | Кубок конфедераций | Товарищеские матчи | Товарищеские матчи | Итого | Итого |
| Сборная          | Год              | Игры                | Голы                | Игры               | Голы               | Игры                | Голы                | Игры               | Голы               | Игры               | Голы               | Игры               | Голы               | Игры  | Голы  |
| ---------------- | ---------------- | ------------------- | ------------------- | ------------------ | ------------------ | ------------------- | ------------------- | ------------------ | ------------------ | ------------------ | ------------------ | ------------------ | ------------------ | ----- | ----- |
| Испания          | 2006             | -                   | -                   | 1                  | 0                  | 2                   | 0                   | -                  | -                  | -                  | -                  | 5                  | 0                  | 8     | 0     |
| Испания          | 2007             | -                   | -                   | -                  | -                  | 9                   | 3                   | -                  | -                  | -                  | -                  | 3                  | 1                  | 12    | 4     |
| Испания          | 2008             | 4                   | 1                   | -                  | -                  | -                   | -                   | 6                  | 0                  | -                  | -                  | 4                  | 0                  | 14    | 1     |
| Испания          | 2009             | 2                   | 0                   | -                  | -                  | -                   | -                   | -                  | -                  | -                  | -                  | 3                  | 0                  | 5     | 0     |
| Испания          | 2010             | -                   | -                   | 6                  | 2                  | 3                   | 1                   | -                  | -                  | -                  | -                  | 6                  | 0                  | 15    | 3     |
| Испания          | 2011             | -                   | -                   | -                  | -                  | 2                   | 0                   | -                  | -                  | -                  | -                  | 7                  | 1                  | 9     | 1     |
| Испания          | 2012             | 3                   | 0                   | -                  | -                  | -                   | -                   | 6                  | 0                  | -                  | -                  | 5                  | 1                  | 14    | 1     |
| Испания          | 2013             | 5                   | 0                   | -                  | -                  | -                   | -                   | -                  | -                  | 5                  | 0                  | 7                  | 0                  | 17    | 0     |
| Испания          | 2014             | -                   | -                   | 3                  | 0                  | 2                   | 0                   | -                  | -                  | -                  | -                  | 3                  | 1                  | 8     | 1     |
| Испания          | 2015             | -                   | -                   | -                  | -                  | 3                   | 1                   | -                  | -                  | -                  | -                  | 2                  | 0                  | 5     | 1     |
| Испания          | 2016             | 2                   | 0                   | -                  | -                  | -                   | -                   | 4                  | 0                  | -                  | -                  | 2                  | 0                  | 8     | 0     |
| Испания          | 2017             | 4                   | 0                   | -                  | -                  | -                   | -                   | -                  | -                  | -                  | -                  | 4                  | 1                  | 8     | 1     |
| Испания          | 2018             | -                   | -                   | 4                  | 0                  | -                   | -                   | -                  | -                  | -                  | -                  | 4                  | 0                  | 8     | 0     |
| Всего за карьеру | Всего за карьеру | 20                  | 1                   | 14                 | 2                  | 21                  | 5                   | 16                 | 0                  | 5                  | 0                  | 55                 | 5                  | 131   | 13    |

### Матчи и голы за сборную
| Матчи и голы Иньесты за сборную Испании | Матчи и голы Иньесты за сборную Испании | Матчи и голы Иньесты за сборную Испании | Матчи и голы Иньесты за сборную Испании | Матчи и голы Иньесты за сборную Испании | Матчи и голы Иньесты за сборную Испании |
| №                                       | Дата                                    | Оппонент                                | Счёт                                    | Голы                                    | Соревнование                            |
| --------------------------------------- | --------------------------------------- | --------------------------------------- | --------------------------------------- | --------------------------------------- | --------------------------------------- |
| 1                                       | 27 мая 2006                             | Россия                                  | 0:0                                     | —                                       | Товарищеский матч                       |
| 2                                       | 3 июня 2006                             | Египет                                  | 2:0                                     | —                                       | Товарищеский матч                       |
| 3                                       | 7 июня 2006                             | Хорватия                                | 2:1                                     | —                                       | Товарищеский матч                       |
| 4                                       | 23 июня 2006                            | Саудовская Аравия                       | 1:0                                     | —                                       | Финальные матчи ЧМ-2006                 |
| 5                                       | 15 августа 2006                         | Исландия                                | 0:0                                     | —                                       | Товарищеский матч                       |
| 6                                       | 2 сентября 2006                         | Лихтенштейн                             | 4:0                                     | —                                       | Отборочные матчи ЧЕ-2008                |
| 7                                       | 7 октября 2006                          | Швеция                                  | 0:2                                     | —                                       | Отборочные матчи ЧЕ-2008                |
| 8                                       | 11 октября 2006                         | Аргентина                               | 2:1                                     | —                                       | Товарищеский матч                       |
| 9                                       | 7 февраля 2007                          | Англия                                  | 1:0                                     | 1                                       | Товарищеский матч                       |
| 10                                      | 24 марта 2007                           | Дания                                   | 2:1                                     | —                                       | Отборочные матчи ЧЕ-2008                |
| 11                                      | 28 марта 2007                           | Исландия                                | 1:0                                     | 1                                       | Отборочные матчи ЧЕ-2008                |
| 12                                      | 2 июня 2007                             | Латвия                                  | 2:0                                     | —                                       | Отборочные матчи ЧЕ-2008                |
| 13                                      | 6 июня 2007                             | Лихтенштейн                             | 2:0                                     | —                                       | Отборочные матчи ЧЕ-2008                |
| 14                                      | 22 августа 2007                         | Греция                                  | 3:2                                     | —                                       | Товарищеский матч                       |
| 15                                      | 8 сентября 2007                         | Исландия                                | 1:1                                     | 1                                       | Отборочные матчи ЧЕ-2008                |
| 16                                      | 12 сентября 2007                        | Латвия                                  | 2:0                                     | —                                       | Отборочные матчи ЧЕ-2008                |
| 17                                      | 13 октября 2007                         | Дания                                   | 2:1                                     | —                                       | Отборочные матчи ЧЕ-2008                |
| 18                                      | 17 октября 2007                         | Финляндия                               | 0:0                                     | —                                       | Товарищеский матч                       |
| 19                                      | 17 ноября 2007                          | Швеция                                  | 3:0                                     | 1                                       | Отборочные матчи ЧЕ-2008                |
| 20                                      | 21 ноября 2007                          | Северная Ирландия                       | 1:0                                     | —                                       | Отборочные матчи ЧЕ-2008                |
| 21                                      | 6 февраля 2008                          | Франция                                 | 1:0                                     | —                                       | Товарищеский матч                       |
| 22                                      | 26 марта 2008                           | Италия                                  | 1:0                                     | —                                       | Товарищеский матч                       |
| 23                                      | 31 мая 2008                             | Перу                                    | 2:1                                     | —                                       | Товарищеский матч                       |
| 24                                      | 10 июня 2008                            | Россия                                  | 4:1                                     | —                                       | Финальные матчи ЧЕ-2008                 |
| 25                                      | 14 июня 2008                            | Швеция                                  | 2:1                                     | —                                       | Финальные матчи ЧЕ-2008                 |
| 26                                      | 18 июня 2008                            | Греция                                  | 2:1                                     | —                                       | Финальные матчи ЧЕ-2008                 |
| 27                                      | 22 июня 2008                            | Италия                                  | 0:0, 4:2, пен.                          | —                                       | Финальные матчи ЧЕ-2008                 |
| 28                                      | 26 июня 2008                            | Россия                                  | 3:0                                     | —                                       | Финальные матчи ЧЕ-2008                 |
| 29                                      | 29 июня 2008                            | Германия                                | 1:0                                     | —                                       | Финальные матчи ЧЕ-2008                 |
| 30                                      | 20 августа 2008                         | Дания                                   | 3:0                                     | —                                       | Товарищеский матч                       |
| 31                                      | 6 сентября 2008                         | Босния и Герцеговина                    | 1:0                                     | —                                       | Отборочные матчи ЧМ-2010                |
| 32                                      | 10 сентября 2008                        | Армения                                 | 4:0                                     | —                                       | Отборочные матчи ЧМ-2010                |
| 33                                      | 11 октября 2008                         | Эстония                                 | 3:0                                     | —                                       | Отборочные матчи ЧМ-2010                |
| 34                                      | 15 октября 2008                         | Бельгия                                 | 2:1                                     | 1                                       | Отборочные матчи ЧМ-2010                |
| 35                                      | 11 февраля 2009                         | Англия                                  | 2:0                                     | —                                       | Товарищеский матч                       |
| 36                                      | 10 октября 2009                         | Армения                                 | 2:1                                     | —                                       | Отборочные матчи ЧМ-2010                |
| 37                                      | 14 октября 2009                         | Босния и Герцеговина                    | 5:2                                     | —                                       | Отборочные матчи ЧМ-2010                |
| 38                                      | 14 ноября 2009                          | Аргентина                               | 2:1                                     | —                                       | Товарищеский матч                       |
| 39                                      | 18 ноября 2009                          | Австрии                                 | 5:1                                     | —                                       | Товарищеский матч                       |
| 40                                      | 3 марта 2010                            | Франция                                 | 2:0                                     | —                                       | Товарищеский матч                       |
| 41                                      | 29 мая 2010                             | Саудовская Аравия                       | 3:2                                     | —                                       | Товарищеский матч                       |
| 42                                      | 3 июня 2010                             | Республика Корея                        | 1:0                                     | —                                       | Товарищеский матч                       |
| 43                                      | 8 июня 2010                             | Польша                                  | 6:0                                     | —                                       | Товарищеский матч                       |
| 44                                      | 16 июня 2010                            | Швейцария                               | 0:1                                     | —                                       | Финальные матчи ЧМ-2010                 |
| 45                                      | 25 июня 2010                            | Чили                                    | 2:1                                     | 1                                       | Финальные матчи ЧМ-2010                 |
| 46                                      | 29 июня 2010                            | Португалия                              | 1:0                                     | —                                       | Финальные матчи ЧМ-2010                 |
| 47                                      | 3 июля 2010                             | Парагвай                                | 1:0                                     | —                                       | Финальные матчи ЧМ-2010                 |
| 48                                      | 7 июля 2010                             | Германия                                | 1:0                                     | —                                       | Финальные матчи ЧМ-2010                 |
| 49                                      | 11 июля 2010                            | Нидерланды                              | 1:0                                     | 1                                       | Финальные матчи ЧМ-2010                 |
| 50                                      | 3 сентября 2010                         | Лихтенштейн                             | 4:0                                     | —                                       | Отборочные матчи ЧЕ-2012                |
| 51                                      | 7 сентября 2010                         | Аргентина                               | 1:4                                     | —                                       | Товарищеский матч                       |
| 52                                      | 8 октября 2010                          | Литва                                   | 3:1                                     | —                                       | Отборочные матчи ЧЕ-2012                |
| 53                                      | 12 октября 2010                         | Шотландия                               | 3:2                                     | 1                                       | Отборочные матчи ЧЕ-2012                |
| 54                                      | 17 ноября 2010                          | Португалия                              | 0:4                                     | —                                       | Товарищеский матч                       |
| 55                                      | 9 февраля 2011                          | Колумбия                                | 1:0                                     | —                                       | Товарищеский матч                       |
| 56                                      | 25 марта 2011                           | Чехия                                   | 2:1                                     | —                                       | Отборочные матчи ЧЕ-2012                |
| 57                                      | 4 июня 2011                             | США                                     | 4:0                                     | —                                       | Товарищеский матч                       |
| 58                                      | 7 июня 2011                             | Венесуэла                               | 3:0                                     | —                                       | Товарищеский матч                       |
| 59                                      | 10 августа 2011                         | Италия                                  | 1:2                                     | —                                       | Товарищеский матч                       |
| 60                                      | 2 сентября 2011                         | Чили                                    | 3:2                                     | 1                                       | Товарищеский матч                       |
| 61                                      | 6 сентября 2011                         | Лихтенштейн                             | 6:0                                     | —                                       | Отборочные матчи ЧЕ-2012                |
| 62                                      | 12 ноября 2011                          | Англия                                  | 0:1                                     | —                                       | Товарищеский матч                       |
| 63                                      | 15 ноября 2011                          | Коста-Рика                              | 2:2                                     | —                                       | Товарищеский матч                       |
| 64                                      | 29 февраля 2012                         | Венесуэла                               | 5:0                                     | 1                                       | Товарищеский матч                       |
| 65                                      | 3 июня 2012                             | Китай                                   | 1:0                                     | —                                       | Товарищеский матч                       |
| 66                                      | 10 июня 2012                            | Италия                                  | 1:1                                     | —                                       | Финальные матчи ЧЕ-2012                 |
| 67                                      | 14 июня 2012                            | Ирландия                                | 4:0                                     | —                                       | Финальные матчи ЧЕ-2012                 |
| 68                                      | 18 июня 2012                            | Хорватия                                | 1:0                                     | —                                       | Финальные матчи ЧЕ-2012                 |
| 69                                      | 23 июня 2012                            | Франция                                 | 2:0                                     | —                                       | Финальные матчи ЧЕ-2012                 |
| 70                                      | 27 июня 2012                            | Португалия                              | 0:0, 4:2, пен.                          | —                                       | Финальные матчи ЧЕ-2012                 |
| 71                                      | 1 июля 2012                             | Италия                                  | 4:0                                     | —                                       | Финальные матчи ЧЕ-2012                 |
| 72                                      | 16 августа 2012                         | Пуэрто-Рико                             | 2:1                                     | —                                       | Товарищеский матч                       |
| 73                                      | 7 сентября 2012                         | Саудовская Аравия                       | 5:0                                     | —                                       | Товарищеский матч                       |
| 74                                      | 11 сентября 2012                        | Грузия                                  | 1:0                                     | —                                       | Отборочные матчи ЧМ-2014                |
| 75                                      | 12 октября 2012                         | Беларусь                                | 4:0                                     | —                                       | Отборочные матчи ЧМ-2014                |
| 76                                      | 16 сентября 2012                        | Франция                                 | 1:1                                     | —                                       | Отборочные матчи ЧМ-2014                |
| 77                                      | 15 ноября 2012                          | Панама                                  | 5:1                                     | —                                       | Товарищеский матч                       |
| 78                                      | 6 февраля 2013                          | Уругвай                                 | 3:1                                     | —                                       | Товарищеский матч                       |
| 79                                      | 22 марта 2013                           | Финляндия                               | 1:1                                     | —                                       | Отборочные матчи ЧМ-2014                |
| 80                                      | 26 марта 2013                           | Франция                                 | 1:0                                     | —                                       | Отборочные матчи ЧМ-2014                |
| 81                                      | 8 июня 2013                             | Гаити                                   | 2:1                                     | —                                       | Товарищеский матч                       |
| 82                                      | 11 июня 2013                            | Ирландия                                | 2:0                                     | —                                       | Товарищеский матч                       |
| 83                                      | 16 июня 2013                            | Уругвай                                 | 2:1                                     | —                                       | Кубок конфедераций 2013                 |
| 84                                      | 20 июня 2013                            | Таити                                   | 10:0                                    | —                                       | Кубок конфедераций 2013                 |
| 85                                      | 23 июня 2013                            | Нигерия                                 | 3:0                                     | —                                       | Кубок конфедераций 2013                 |
| 86                                      | 27 июня 2013                            | Италия                                  | 0:0, 7:6, пен.                          | —                                       | Кубок конфедераций 2013                 |
| 87                                      | 30 июня 2013                            | Бразилия                                | 0:3                                     | —                                       | Кубок конфедераций 2013                 |
| 88                                      | 14 августа 2013                         | Эквадор                                 | 2:0                                     | —                                       | Товарищеский матч                       |
| 89                                      | 6 сентября 2013                         | Финляндия                               | 2:0                                     | —                                       | Отборочные матчи ЧМ-2014                |
| 90                                      | 10 сентября 2013                        | Чили                                    | 2:2                                     | —                                       | Товарищеский матч                       |
| 91                                      | 11 октября 2013                         | Беларусь                                | 2:1                                     | —                                       | Отборочные матчи ЧМ-2014                |
| 92                                      | 15 октября 2013                         | Грузия                                  | 2:0                                     | —                                       | Отборочные матчи ЧМ-2014                |
| 93                                      | 16 ноября 2013                          | Экваториальная Гвинея                   | 2:1                                     | —                                       | Товарищеский матч                       |
| 94                                      | 19 ноября 2013                          | ЮАР                                     | 0:1                                     | —                                       | Товарищеский матч                       |
| 95                                      | 5 марта 2014                            | Италия                                  | 1:0                                     | —                                       | Товарищеский матч                       |
| 96                                      | 30 мая 2014                             | Боливия                                 | 2:0                                     | 1                                       | Товарищеский матч                       |
| 97                                      | 7 июня 2014                             | Сальвадор                               | 2:0                                     | —                                       | Товарищеский матч                       |
| 98                                      | 13 июня 2014                            | Нидерланды                              | 1:5                                     | —                                       | Финальные матчи ЧМ-2014                 |
| 99                                      | 18 июня 2014                            | Чили                                    | 0:2                                     | —                                       | Финальные матчи ЧМ-2014                 |
| 100                                     | 23 июня 2014                            | Австралии                               | 3:0                                     | —                                       | Финальные матчи ЧМ-2014                 |
| 101                                     | 9 октября 2014                          | Словакия                                | 1:2                                     | —                                       | Отборочные матчи ЧЕ-2016                |
| 102                                     | 12 октября 2014                         | Люксембург                              | 4:0                                     | —                                       | Отборочные матчи ЧЕ-2016                |
| 103                                     | 27 марта 2015                           | Украина                                 | 1:0                                     | —                                       | Отборочные матчи ЧЕ-2016                |
| 104                                     | 31 марта 2015                           | Нидерланды                              | 2:0                                     | —                                       | Товарищеский матч                       |
| 105                                     | 5 сентября 2015                         | Словакия                                | 2:0                                     | 1                                       | Отборочные матчи ЧЕ-2016                |
| 106                                     | 8 сентября 2015                         | Македония                               | 1:0                                     | —                                       | Отборочные матчи ЧЕ-2016                |
| 107                                     | 13 ноября 2015                          | Англия                                  | 2:0                                     | —                                       | Товарищеский матч                       |
| 108                                     | 1 июня 2016                             | Республика Корея                        | 6:1                                     | —                                       | Товарищеский матч                       |
| 109                                     | 7 июня 2016                             | Грузия                                  | 0:1                                     | —                                       | Товарищеский матч                       |
| 110                                     | 13 июня 2016                            | Чехия                                   | 1:0                                     | —                                       | Финальные матчи ЧЕ-2016                 |
| 111                                     | 17 июня 2016                            | Турция                                  | 3:0                                     | —                                       | Финальные матчи ЧЕ-2016                 |
| 112                                     | 21 июня 2016                            | Хорватия                                | 1:2                                     | —                                       | Финальные матчи ЧЕ-2016                 |
| 113                                     | 27 июня 2016                            | Италия                                  | 0:2                                     | —                                       | Финальные матчи ЧЕ-2016                 |
| 114                                     | 6 октября 2016                          | Италия                                  | 1:1                                     | —                                       | Отборочные матчи ЧМ-2018                |
| 115                                     | 9 октября 2016                          | Албания                                 | 2:0                                     | —                                       | Отборочные матчи ЧМ-2018                |
| 116                                     | 24 марта 2017                           | Израиль                                 | 4:1                                     | —                                       | Отборочные матчи ЧМ-2018                |
| 117                                     | 28 марта 2017                           | Франция                                 | 2:0                                     | —                                       | Товарищеский матч                       |
| 118                                     | 7 июня 2017                             | Колумбия                                | 2:2                                     | —                                       | Товарищеский матч                       |
| 119                                     | 11 июня 2017                            | Македония                               | 2:1                                     | —                                       | Отборочные матчи ЧМ-2018                |
| 120                                     | 2 сентября 2017                         | Италия                                  | 3:0                                     | —                                       | Отборочные матчи ЧМ-2018                |
| 121                                     | 5 сентября 2017                         | Лихтенштейн                             | 8:0                                     | —                                       | Отборочные матчи ЧМ-2018                |
| 122                                     | 11 ноября 2017                          | Коста-Рика                              | 5:0                                     | 1                                       | Товарищеский матч                       |
| 123                                     | 14 ноября 2017                          | Россия                                  | 3:3                                     | —                                       | Товарищеский матч                       |
| 124                                     | 23 марта 2018                           | Германия                                | 1:1                                     | —                                       | Товарищеский матч                       |
| 125                                     | 27 марта 2018                           | Аргентина                               | 6:1                                     | —                                       | Товарищеский матч                       |
| 126                                     | 3 июня 2018                             | Швейцария                               | 1:0                                     | —                                       | Товарищеский матч                       |
| 127                                     | 9 июня 2018                             | Тунис                                   | 1:0                                     | —                                       | Товарищеский матч                       |
| 128                                     | 15 июня 2018                            | Португалия                              | 3:3                                     | —                                       | Финальные матчи ЧМ-2018                 |
| 129                                     | 20 июня 2018                            | Иран                                    | 1:0                                     | —                                       | Финальные матчи ЧМ-2018                 |
| 130                                     | 25 июня 2018                            | Марокко                                 | 2:2                                     | —                                       | Финальные матчи ЧМ-2018                 |
| 131                                     | 1 июля 2018                             | Россия                                  | 1:1, 3:4, пен.                          | —                                       | Финальные матчи ЧМ-2018                 |

Итого: 131 матч / 13 голов; 96 побед, 20 ничьих, 15 поражений.

## Достижения

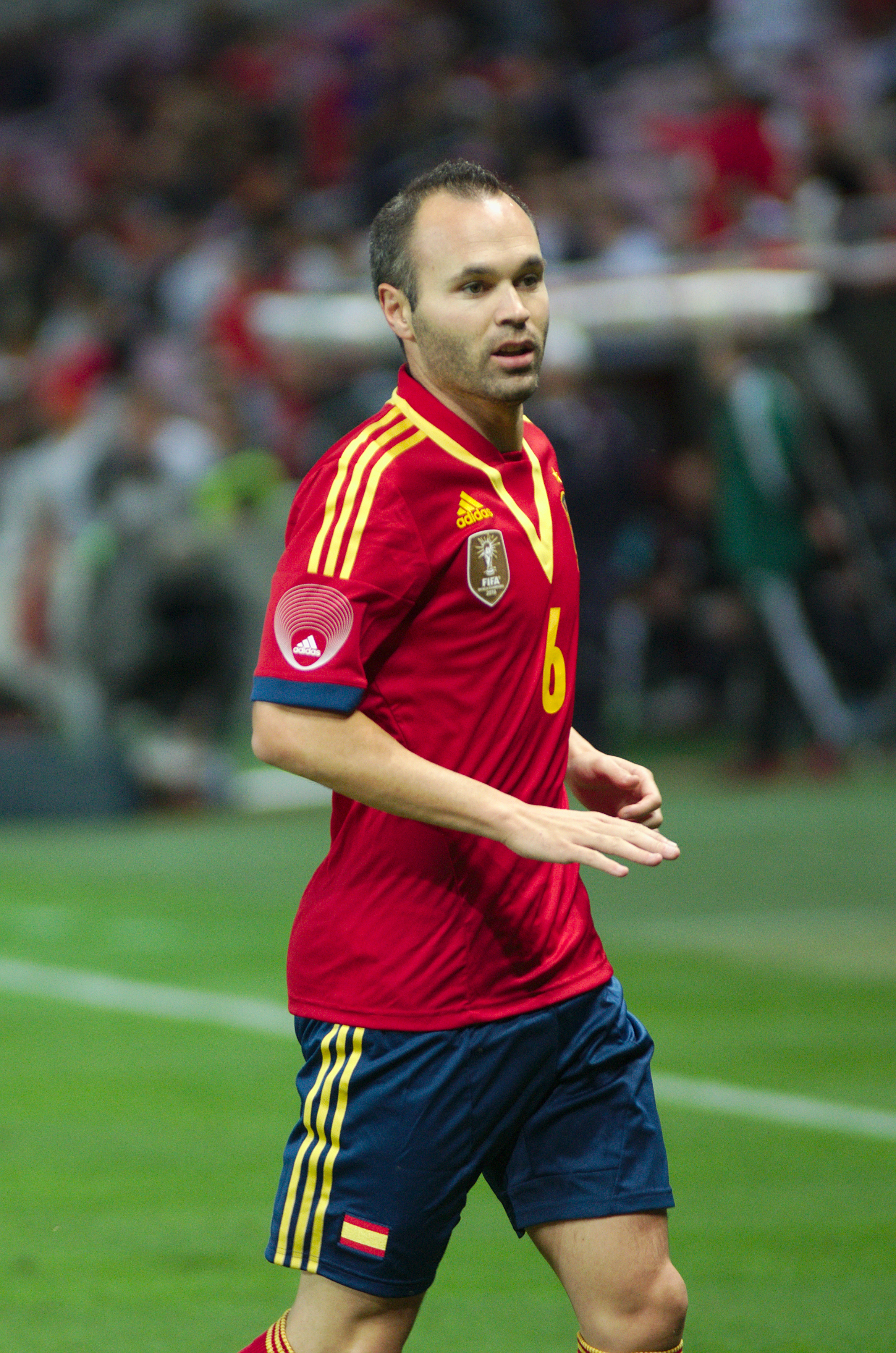
Андрес Иньеста в составе сборной Испании

### Командные
«Барселона»
- Чемпион Испании (9): 2004/05, 2005/06, 2008/09, 2009/10, 2010/11, 2012/13, 2014/15, 2015/16, 2017/18
- Обладатель Кубка Испании (6): 2008/09, 2011/12, 2014/15, 2015/16, 2016/17, 2017/18
- Обладатель Суперкубка Испании (7): 2005, 2006, 2009, 2010, 2011, 2013, 2016
- Победитель Лиги чемпионов УЕФА (4): 2005/06, 2008/09, 2010/11, 2014/15
- Обладатель Суперкубка УЕФА (3): 2009, 2011, 2015
- Победитель Клубного чемпионата мира (3): 2009, 2011, 2015

«Виссел Кобе»
- Чемпион Японии: 2023
- Обладатель Кубка Императора: 2019
- Обладатель Суперкубка Японии: 2020

Сборная Испании
- Чемпион Европы среди юношей до 16 лет: 2001
- Чемпион Европы среди юношей до 19 лет: 2002
- Чемпион Европы (2): 2008, 2012
- Чемпион мира: 2010

### Личные
- Лучший полузащитник атакующего плана чемпионата Испании (3): 2008/09, 2011/12, 2013/14
- Обладатель премии «Дон Балон»: 2008/09[34]
- Второй игрок чемпионата Испании (Приз Ди Стефано): 2008/09
- Третий игрок чемпионата Испании (Приз Ди Стефано) (2): 2011/12, 2012/13
- Третий игрок Европы по версии французского журнала Onze Mondial: 2009
- Входит в состав символической сборной чемпионата мира 2010 года по версии ФИФА
- Входит в состав символической сборной чемпионата Европы 2012 года по версии УЕФА[35]
- Входит в состав символической сборной XXI века по версии УЕФА[36]
- Входит в состав символической сборной мира по версии ФИФА (9): 2009[37], 2010[38], 2011[39], 2012[40], 2013[41], 2014[42], 2015[43], 2016[44], 2017[45]
- Входит в состав символической сборной Европы по версии УЕФА (6): 2009[46], 2010[47], 2011[48], 2012[49], 2015[50], 2016[51]
- Входит в состав символической сборной по версии FIFPro (7): 2009, 2010, 2011, 2012, 2013, 2014, 2016
- Входит в состав символической сборной Лиги чемпионов УЕФА (2): 2010/11[52], 2013/14[53]
- Входит в состав символической сборной года по версии «L'Équipe» (4): 2010, 2011, 2012, 2015
- Входит в состав символической сборной года по версии ESM: 2010/11
- Входит в состав символической сборной Кубка конфедераций 2013 года по версии ФИФА
- Второй футболист мира: 2010
- Лучший игрок Лиги чемпионов УЕФА 2011/12
- Лучший игрок Евро 2012
- Лучший игрок Европы по версии УЕФА: 2012
- Входит в состав символической сборной XXI века по версии УЕФА[36]
- Лучший плеймейкер года по версии IFFHS (2): 2012, 2013[54]
- Второй плеймейкер года по версии IFFHS: 2015
- Третий футболист мира: 2012
- Обладатель серебряного мяча Кубка конфедераций: 2013
- Обладатель трофея «Легенда» по версии читателей газеты «Marca»
- Обладатель награды «Golden Foot»: 2014
- Лучший игрок финала Лиги чемпионов УЕФА 2014/15
- Обладатель бронзового мяча Клубного чемпионата мира: 2015

### Награды
- Лауреат премии принцессы Астурийской (2010)
- Кавалер Большого креста ордена «За спортивные заслуги» (Испания) (2018)